# Claeissins
Claeissins was een schildersfamilie in de zestiende en zeventiende eeuw, voornamelijk in Brugge gevestigd.

## Leden van het geslacht Claeissins
- Jan Claeissins (), glazenier
  - Alard Claeissins (? - 1531), kunstschilder 
    - Andries Claeissins (16de eeuw), kunstschilder
- Maarten Claeissins (tweede helft 15de eeuw), kunstschilder op tin, leerling van Gillis van Honsebroc.
- Pieter Claeissins de Oudere (1500-1576), kunstschilder
  - Gillis Claeissins (? - 1605), kunstschilder
    - Gillis Claeissins, natuurlijke zoon, kunstschilder in Brussel

  - Pieter Claeissins de Jonge (1532-1623), kunstschilder
    - Jan Claeissins (? - 1653), kunstschilder

  - Antoon Claeissins (1536-1613), kunstschilder
    - Pieter Claeissins, kunstschilder

## Beoordeling
De grote periode van de Vlaamse Primitieven was voorbij. De zestiende eeuw zag niettemin heel wat talentvolle schilders naar voor komen. Het werd de tijd van Lanceloot Blondeel (de schoonvader van Pieter Pourbus), Ambrosius Benson (leerling van Gerard David), Adriaen Ysenbrant,  Marcus Gerards, vader en zoon enz.
De voornaamste Brugse kunstschilder die toen naar voor trad was Pieter Pourbus, die ook andere leden van zijn familie in het schildersambacht introduceerde.
De familie Claeissens was vanaf de tweede helft van de vijftiende eeuw, de hele zestiende eeuw en de eerste helft van de zeventiende eeuw in de Brugse schilderswereld aanwezig en sommige leden van deze familie waren zeer productief. Ze hebben talrijke schilderijen nagelaten die tot heden kerken, kloosters en openbare gebouwen sieren.

## Bron
- Sint-Lucasgilde Brugge (1450-1801), Memorielijst van het ambacht der beeldenmakers en zadelmakers, Stadsarchief, Brugge.